# Will Jennings
Will Jennings (Kilgore (Texas), 27 juni 1944 – Tyler (Texas), 6 september 2024) was een Amerikaanse songwriter. Hij schreef (mee aan) hits die internationaal hoog in de hitlijsten terechtkwamen, waaronder het themanummer My heart will go on van de film Titanic. Zijn werk is uitgevoerd door onder meer Steve Winwood, Barry Manilow, Dionne Warwick, Joe Cocker en Eric Clapton.

## Biografie
Jennings gaf les aan de University of Wisconsin toen hij in 1971 besloot naar Nashville te gaan en zijn carrière als songwriter te vervolgen. In de eerste vier jaar zetten verschillende artiesten zijn werk op een plaat, zoals Dobie Gray en The Addrisi Brothers. Feelins' (1975), uitgevoerd door Conway Twitty en Loretta Lynn, was de eerste nummer 1-hit die hij samen met Don Goodman en Troy Seals schreef. Hij vormde een tijd een team met schrijvers als Richard Kerr en Steve Winwood.
Vervolgens vertrok hij naar Los Angeles. Hier schreef hij in de jaren zeventig en tachtig een reeks popnummers die hoog in de hitlijsten terechtkwamen. Voorbeelden hiervan zijn Looks like we made it (1977) door Barry Manilow, I'll never love this way again (1979) door Dionne Warwick, Up where we belong (1982) door Joe Cocker en Jennifer Warnes, Higher love (1986) door Steve Winwood, Didn't we almost have it all (1987) door Whitney Houston en Tears in heaven (1992) door Eric Clapton. Ook schreef hij samen met James Horner My heart will go on (1997). Dit nummer werd gezongen door Céline Dion en diende als het themanummer van de film Titanic (1997). Daarnaast bleef hij ook countrynummers schrijven.
Jennings won een verscheidenheid aan grote prijzen, zoals Grammy Awards, Golden Globe Awards en Oscars. In 2006 werd hij opgenomen in de Songwriters Hall of Fame en in 2013 in de Nashville Songwriters Hall of Fame.
Jennings overleed op 6 september 2024 op 80-jarige leeftijd.
- Bibsys: 1048016
- Biblioteca Nacional de España: XX980438
- Gemeinsame Normdatei: 13441764X
- International Standard Name Identifier: 0000 0000 7689 8989
- Library of Congress Control Number: n78044730
- Nationale Bibliotheek van Letland: 000099167
- MusicBrainz: 0f35c517-2546-42d6-a42b-fa1b53bf47e6
- Nationale Bibliotheek van Israël: 987007325038505171
- Nationale en Universitaire bibliotheek Zagreb: 000048031
- Nederlandse Thesaurus van Auteursnamen: 134441249
- Istituto Centrale per il Catalogo Unico: CFIV172504
- Système universitaire de documentation: 164492550
- Virtual International Authority File: 70186687
- WorldCat: E39PBJbxB9tbGmYbC9Q9WpCRKd